# 決勝女王
是一部2017年上映的美國傳記片，由艾倫·索金執導和編劇，此亦是其執導首作。電影改編自茉莉·布魯的同名回憶錄《莫莉遊戲：世上高賭注的地下撲克遊戲最獨家的內幕，一個26歲女人的真實故事》，並由潔西卡·雀絲坦、艾德里斯·艾巴、奇雲·高士拿、米高·施拿、布萊恩·德阿西·詹姆斯、基斯·奧當德、比爾·坎普、葛拉罕·葛林 (演員)、克萊兒·藍欽、喬·奇瑞及傑瑞米·史壯主演。電影講述茉莉·布魯（潔西卡·雀絲坦飾）所營運的地下撲克帝國招攬荷里活名流、運動員、商業鉅子及俄羅斯黑幫，因此成為了聯邦調查局的目標人物。
電影的主體拍攝在2016年11月於加拿大多倫多進行。電影於2017年9月8日在多倫多電影節上首映，並在2017年12月25日於美國開始作有限上映，直至2018年1月5日才廣泛上映。《莫莉遊戲》獲得正面的影評，特別讚揚了索金的編劇，以及潔西卡·雀絲坦及艾德里斯·艾巴的表現，一些評論更稱那是崔絲坦職業生涯中最好的一齣戲。這齣電影為崔絲坦帶來了第75屆金球獎最佳戲劇類電影女主角的提名，而艾倫·索金則在奧斯卡獎、金球獎、美國作家協會獎及英國電影和電視藝術學院獎中獲得最佳改編劇本的提名。

## 劇情
茉莉·布魯是世界級的滑雪運動員，擁有著參與奧運的運動夢，那是由於她父親多年來咄咄逼人強化訓練的成果。在2002年的冬奧資格賽中，茉莉受了重傷，使她不得不放棄自己的運動生涯。
茉莉並沒有遵循自己原本入讀法學院的計劃，她決定休假一年並搬到洛杉磯。她在一家俱樂部裡當酒促女服務員，在那裡她遇見了個性虛榮事業遇到瓶頸的房地產開發商迪恩·基思。茉莉成為了迪恩的辦公室助理，迪恩讓她涉足自己主持的地下撲克賭局。很多著名和富有的人物，例如是電影明星、投資銀行家和運動員也參與其中。茉莉憑著社交技巧賺得大筆金錢及小費。
茉莉最初並不了解撲克賭局，但她很快便學會了如何吸引玩家來賺取小費，特別是她希望通過吸引新玩家的參與來取悅最成功的玩家—X。當迪恩發現茉莉處理撲克賭局時變得越來越嫻熟世故勝過自己，他試圖操控茉莉，最後惱羞成怒將她解僱。透過運作多年賭局而獲得各方人脈的莫莉，決定創建自己的撲克賭局。她租了一間頂層豪華公寓，並聘請了一班工作人員以協助她營運。此外，她還跟俱樂部和賭場的員工打好關係，以將她的私人高級賭局的消息傳播出去。X跟其他許多玩家決定離開迪恩加入茉莉。茉莉變得越來越成功，獲得更多的錢，但同時她受到X施壓，不得已提高她賭局的賭注......
茉莉擁有了美國上流社會最大的私人賭局，不論是政商名流還是好萊塢巨星都在她策畫的賭局之中被玩弄著。與此同時，聯邦調查局和俄羅斯黑幫也盯上了她，使茉莉必須與最信任自己的律師查理·賈菲共同作出反擊，以保護好自己打下的江山。

## 演員
- 潔西卡·雀絲坦 飾 茉莉·布魯（Molly Bloom）
  - 莎曼沙·艾拉 飾 青少女時期的茉莉
- 伊卓瑞斯·艾巴 飾 查理·賈菲（Charlie Jaffey）——茉莉的律師
- 凱文·科斯納 飾 賴瑞·布魯（Larry Bloom）——茉莉的爸爸，臨床心理學家
- 布萊恩·德阿西·詹姆斯（英语：Brian d'Arcy James） 飾 布萊德（Brad）
- 克里斯·奥多德 飾 道格拉斯·道尼（Douglas Downey）
- 麥可·塞拉 飾 玩家X——著名的撲克牌玩家，該角色靈感來自里安納度·狄卡比奧、杜比·麥奎爾和賓·艾佛力[6]
- J·C·麥肯基（英语：J. C. MacKenzie） 飾 哈里森·威爾斯通（Harrison Wellstone）
- 比爾·坎普（英语：Bill Camp） 飾 哈蘭（Harlan Eustice）
- 葛拉罕·葛林 飾 法官福克斯曼（Judge Foxman）
- 傑瑞米·史壯 飾 迪恩·基思（Dean Keith）
- 馬修·馬特奧（Matthew Matteo） 飾 巴比（Bobby）
- 喬·奇瑞 飾 柯爾（Cole）
- 娜塔莉·克里爾（英语：Natalie Krill） 飾 溫斯頓（Winston）
- 克萊兒·藍欽（英语：Claire Rankin） 飾 查琳·布魯（Charlene Bloom）
- 麥迪森·麥金萊（Madison McKinley） 飾 謝爾比（Shelby）
- 哈立德·克萊恩（Khalid Klein） 飾 尼爾（Neal）
- 維克多·塞爾法蒂（Victor Serfaty） 飾 狄亞哥（Diego）
- 強·巴斯（英语：Jon Bass (actor)）[7] 飾 謝利（Shelly Habib）

## 製作

### 拍攝
主體拍攝在2016年11月9日於加拿大多倫多進行。

## 發行
《決勝女王》於2017年9月8日的多倫多國際影展進行首映，並定於2017年11月22日於美國有限上映；該片直到2018年1月5日起才開始廣泛上映。

### 評價
該片在爛番茄上根據212篇評論，持有81%的新鮮度，平均得分7.2／10。而在Metacritic上則獲得了71分，這象徵著「普遍好評」。據CinemaScore調查，觀眾的平均評價在A+到F間落於「A-」。

### 票房
北美方面，聖誕節當天，《決勝女王》從271間戲院中獲得了104萬美元。該片在首週末收穫了230萬美元，位居當週第十三。《決勝女王》於2018年1月5日起在北美廣泛上映，首週以690萬美元的票房位居當週排名第七。
| 上一届： 《移動迷宮：死亡解藥》 | 2018年台北週末票房冠軍 第5週 | 下一届： 《格雷的五十道陰影：自由》 |